# Guitar Town
Guitar Town — дебютный студийный альбом американского музыканта Стива Эрла, выпущенный 5 марта 1986 года.

## Восприятие
| Оценки критиков | Оценки критиков |
| Источник        | Оценка          |
| --------------- | --------------- |
| AllMusic        | [ 2 ]           |
| Роберт Кристгау | A−              |

Guitar Town возглавил хит-парад Top Country Albums Billboard. В 1987 году он номинировался на премию «Грэмми» за лучшее мужское вокальное кантри-исполнение, а песня «Guitar Town» — на премию «Грэмми» за лучшую кантри-песню. 29 марта 1999 года альбом получил золотую сертификацию в США.
В 2003 году журнал Rolling Stone поставил Guitar Town на 489-е место в списке 500 величайших альбомов всех времён. В 2012 году в новом списке журнала запись заняла 482-е место.

## Список композиций
Автор всех песен, кроме отмеченных, — Стив Эрл.
1. «Guitar Town» — 2:33
2. «Goodbye’s All We’ve Got Left» — 3:16
3. «Hillbilly Highway» (Эрл, Джимбо Хинсон) — 3:38
4. «Good Ol’ Boy (Gettin’ Tough)» (Эрл, Ричард Беннетт) — 3:58
5. «My Old Friend the Blues» — 3:07
6. «Someday» — 3:46
7. «Think It Over» (Беннетт, Эрл) — 2:13
8. «Fearless Heart» — 4:04
9. «Little Rock ’n’ Roller» — 4:49
10. «Down the Road» (Тони Браун, Эрл, Хинсон) — 2:37

Бонусная композиция ремастерингового издания на CD 2002 года
1. «State Trooper» (Брюс Спрингстин, концертная версия) — 5:12

## Участники записи
- Стив Эрл — гитара, вокал
- Баки Бакстер — педальная слайд-гитара
- Ричард Беннетт — гитара, бас-гитара
- Кен Мур — синтезатор, орган
- Эмори Горди — младший — бас-гитара, мандолина
- Гарри Стинсон — барабаны
- Пол Франклин — педальная слайд-гитара
- Джон Барлоу Джарвис — синтезатор, фортепиано
- Стив Нейтан — синтезатор

## Чарты и сертификации
| Чарт (1986)                        | Высшая позиция |
| ---------------------------------- | -------------- |
| США (Billboard 200)                | 89             |
| США (Billboard Top Country Albums) | 1              |

| Чарт (1986)                        | Высшая позиция |
| ---------------------------------- | -------------- |
| США (Billboard Top Country Albums) | 41             |

### Сертификации
| Страна                                                      | Сертификация | Продажи  |
| ----------------------------------------------------------- | ------------ | -------- |
| Канада                                                      | платиновый   | 100 000^ |
| США                                                         | золотой      | 500 000^ |
| ^ Данные о тиражах приведены только на основе сертификации. |              |          |